# Jin Youzhi
Jin Youzhi (17 de agosto de 1918 - 10 de abril de 2015), también conocido como Puren, fue el cuarto y más joven hijo de Zaifeng. Era hermano de Puyi, el último gobernante de la dinastía Qing y el último emperador de China. 
En lugar de utilizar su nombre de clan Manchú Aisin Gioro como un apellido, Puren adoptó el apellido Jin (金), que significa "oro" en chino mandarín como lo hace "Aisin" en idioma manchú. Su nombre de cortesía era Youzhi (友之). Los medios de comunicación de China se han referido a él como El hermano más joven de el último Emperador o El último Imperial hermano menor (最后的皇弟).

## Biografía
Puren nació en la Mansión del Príncipe Chun en Shichahai, Pekín. Después de recibir una educación temprana en los clásicos chinos y el arte tradicional, estableció una escuela primaria pública en la Mansión del Príncipe Chun en 1947 con el apoyo de su padre. Él era el director de la escuela, mientras que su hermana era una profesora allí. La escuela fue posteriormente donado al gobierno de la República Popular de China y Puren continuó trabajando como profesor hasta su jubilación en 1988. En su retiro, Puren ha escrito libros sobre la historia de la dinastía Qing y la literatura.
Puren ha servido tres períodos como delegado a la Conferencia Consultiva Política Municipal de Beijing y también fue investigador en la historia de China en el Instituto de Investigación de Beijing. 
El último emperador de la dinastía Qing y de China, el manchú Aisin Gioro Puyi (conocido normalmente como Puyi a secas), no tuvo hijos, pese a haberse casado con cinco mujeres (muy por debajo de la media de los emperadores anteriores).
A falta de hijos, el hipotético trono imperial de China, recaería en sus hermanos menores -o medio hermanos-, y Puyi tuvo dos: Aisin Gioro Pujie y Aisin Gioro Puren, ambos fallecidos.
En 1937, la ley de sucesión en Manchukuo, la última regla acordada de sucesión del clan Aisin Gioro, no preveía la sucesión por un medio hermano.
La falta de información más detallada sobre Puren no significa que este hipotético emperador chino no llevase con orgullo su ascendencia: de vez en cuando, aparecían noticias sobre él en la prensa, pequeñas notas culturales, en las que presentaba un libro sobre la dinastía Qing, o una exposición sobre la familia imperial. También, a veces, llevó a juicio libros, películas o exposiciones en las que no le gustó cómo se trataba a su familia, aunque, no siempre, tuvo mucho éxito.
| Predecesor: Pujie | Jefe de la Casa de Aisin-Gioro 28 de febrero de 1994 - 10 de abril de 2015 | Sucesor: Jin Yuzhang |

## Familia
- Padre: Zaifeng, II Príncipe Chun
- Madre: Lady Dengiya (鄧佳氏), cónyuge secundaria de Zaifeng.
- Cónyuges:

1. Jin Yuting (金瑜庭), cónyuge principal de Puren.
2. Zhang Maoying (張茂瀅), cónyuge secundaria de Puren.

- Descendencia:
- Hijos:

1. Jin Yuzhang (金毓嶂;1942), se casó con Liu Yumin (劉玉敏), tuvo una hija, Jin Xin (金鑫;1976).
2. Jin Yuquan (金 毓 峑;1946), casado con Cheng Yingying (程迎盈), tuvo una hija, Jin Jun (金鈞).
3. Jin Yulan (金毓嵐;1948), casado con Zhou Qingxue (周清學), tuvo una hija, Jin Zhao (金釗).

- Hijas:

1. Jin Yukun (金毓琨), tuvo un hijo, Du Jingzhe (杜京哲).
2. Jin Yucheng (金 毓 珵), tuvo un hijo, Qiao Xiaodong (喬曉冬).